# نجا مرنة
نجا مرنة (الاسم العلمي:Najas flexilis) هي نوع من النباتات تتبع جنس النجا من فصيلة الحب المائية.